# Montigarda Basket
Il Basket Leonesse srl ssd è stata una società sportiva che si è occupata di pallacanestro femminile e ha disputato un campionato di Serie A2.
Il Montigarda Basket Società Sportiva è la principale società di pallacanestro femminile di Montichiari. Gioca in Serie A2 ed è sponsorizzata dalla New Wash.

## Storia
Inseguita a lungo la massima serie del campionato di pallacanestro femminile, vi approda dopo aver vinto i play-off di Serie A2 nel 2005-06, battendo Marghera 2 a 1 nella serie. Esordisce in Serie A1 nel 2006-07 e conquista la salvezza, classificandosi al decimo posto. Nella stagione 2007-08 si classifica al 14º ed ultimo posto retrocedendo direttamente nella serie cadetta. Nell'estate 2008 il Montigarda opta per una fusione con l'Urago Mella-Rezzato squadra bresciana promossa al termine della stagione 2007-08 in B d'Eccellenza. Da questa fusione nasce il Basket Leonesse.
Dopo un anno di A2 il Basket Leonesse decide di cedere i diritti dell'A2  alla Pallacanestro Olimpia La Spezia chiudendo il capitolo della pallacanestro femminile a Brescia

## Cestiste
- 2006-07 (A1): Roberta Colico, Antonella Contestabile, Jucimara Dantas, Melissa Fazio, Linda Guy, Doneeka Hodges, Marina Puškar, Elena Riccardi, Alice Romagnoli, Valentina Siccardi. Allenatore: Lorenzo Serventi.
- 2007-08 (A1): Giulia Gatti, Roberta Colico, Elisabetta Zanotti, Melissa Fazio, Nara Innocente, Chiara Rossi, Deanna Smith, Ekaterina Dimitrova, Marie Růžičková, Erin Lawless, Şaziye İvegin, Simona Albertazzi. Allenatore: Lorenzo Serventi, poi Fabio Fossati.
- 2008-09 (A2): Eugenia Zamelli, Paola Lani, Laura Marcolini, Enrica Mazza, Sabrina Facchetti, Laura Frusca, Marta Tarantino, Claudia Cavenaghi, Simona Albertazzi, Marianna Aschedamini. Allenatore: Mario Boninsegna.